# Vụ sát hại O'Shae Sibley
Ngày 29 tháng 7 năm 2023, O'Shae Sibley, một người đồng tính nam 28 tuổi, bị đâm chết bên ngoài trạm xăng Mobil ở Midwood, Brooklyn, New York, Hoa Kỳ. Anh và những người bạn của mình đã bị một nhóm người nhắm tới vì họ đang chơi nhạc Beyoncé và cùng nhảy điệu vogue. Nghi phạm bị buộc tội đâm chết người được xác định là một thanh niên 17 tuổi, Dmitriy Popov, đã tự nộp mình cho cảnh sát giam giữ vào ngày 4 tháng 8 năm 2023 và sau đó bị buộc tội giết người cấp độ hai vì động cơ thù ghét.

## Nạn nhân
Nạn nhân, O'Shae Sibley, 28 tuổi, là một vũ công và biên đạo múa chuyên nghiệp, sinh ngày 1 tháng 9 năm 1994. Anh là một trong 11 anh chị em trong gia đình. Trước khi chuyển từ Philadelphia đến Brownsville, Brooklyn vào năm 2020 để theo đuổi cơ hội nghề nghiệp, anh đã là thành viên của công ty biểu diễn múa Philadanco từ những năm thiếu niên. Anh từng biểu diễn tại Lincoln Center cho dự án video có tên "Vogue 4 #BlackLivesMatter" cùng với nhóm nhảy của mình với toàn bộ thành viên là người queer. Theo như những người quen biết Sibley, anh thường xuyên nhảy múa ở nơi công cộng. Sibley dùng kỹ năng nhảy của mình không chỉ cho mục đích nghệ thuật mà còn để ủng hộ sự thay đổi xã hội.

## Biến cố

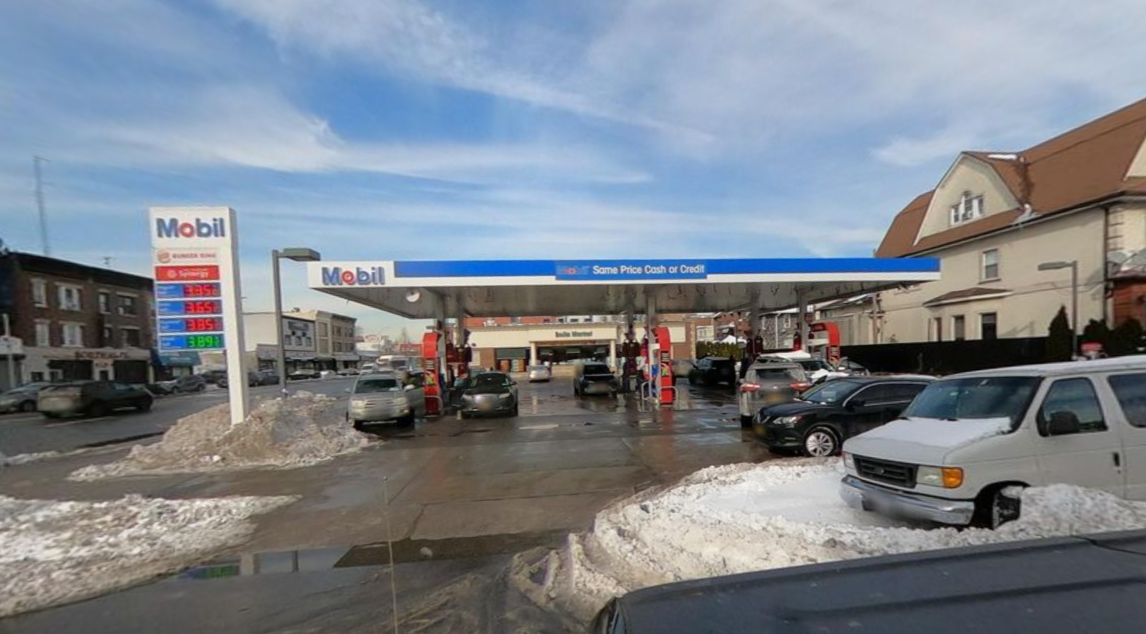
Trạm xăng Mobil ở Coney Island Avenue, nơi xảy ra vụ án (ảnh chụp năm 2022)

Tối ngày 29 tháng 7, Sibley, cùng với một nhóm bạn, đang đổ xăng cho xe của họ tại trạm xăng Mobil trên Đại lộ Coney Island ở Midwood, Brooklyn, New York, sau một ngày đi biển ở Jersey Shore để tổ chức sinh nhật của một người bạn. Sibley cùng bạn bè đang bật album Renaissance của Beyoncé và nhảy vogue thì một nhóm người bước ra khỏi cửa hàng tiện lợi và đến gần họ, yêu cầu họ ngừng nhảy và đưa ra những lời khiếm nhã kỳ thị đồng tính và phân biệt chủng tộc, đồng thời cáo buộc họ đang xúc phạm tôn giáo của nhóm người này. Một nhân chứng dẫn lời một thành viên trong nhóm nói "chúng tôi là người Hồi giáo, tôi không muốn các người nhảy". Sibley sau đó đứng ra cố gắng giải quyết tình hình êm đẹp với đám người. Một cuộc tranh cãi xảy ra sau đó và cuối cùng Sibley bị một trong đám thiếu niên đâm. Sibley bị một vết đâm vào thân và sau khi được bạn bè sơ cứu, anh được đưa đến Trung tâm Y tế Maimonides, sau đó được xác minh là đã chết. Otis Pena, một người bạn của Sibley, người đã ở bên anh vào thời điểm anh bị sát hại, nói rằng "họ giết anh vì anh là người đồng tính, vì anh đứng lên vì bạn bè của mình" trong một video đăng lên Facebook.
Ngay sau vụ hành hung, cha của Sibley đã tạo một trang GoFundMe để tìm tài trợ cho đám tang của anh. Ngày 8 tháng 8 năm 2023, tang lễ của Sibley được tổ chức tại Philadelphia, nơi anh lớn lên.

## Cáo buộc
Nghi phạm được mô tả là một thiếu niên với mái tóc đen, mặc áo sơ mi đen và quần đùi màu đỏ. Nghi phạm là Dmitriy Popov, một học sinh trung học 17 tuổi, được nhìn thấy đánh nhau với Sibley trên đoạn phim giám sát, đã tự nộp mình cho cảnh sát cùng với luật sư của mình vào ngày 4 tháng 8 năm 2023. Cậu được cho là có một tiền án phạm tội, được niêm phong do cậu vẫn còn dưới độ tuổi trưởng thành. Ban đầu có thông tin cho rằng trong cuộc hỗn chiến, nghi phạm khẳng định cậu là người Hồi giáo và nói rằng cậu cảm thấy khó chịu với việc Sibley nhảy múa. Sau đó, luật sư của nghi phạm thông báo với giới truyền thông rằng thân chủ là một người theo đạo Thiên chúa. Theo một nhân chứng, bị cáo cũng như những người đi cùng đã nói những lời lẽ kỳ thị người đồng tính. Cậu bị buộc tội giết người cấp độ hai với động cơ thù ghét cũng như tội tàng trữ vũ khí và bị giam giữ mà không được tại ngoại. Nếu bị kết án, cậu phải đối mặt với án tù từ 20 đến 25 năm. Cậu đã không nhận tội và sẽ được xét án như một người trưởng thành.

## Phản ứng

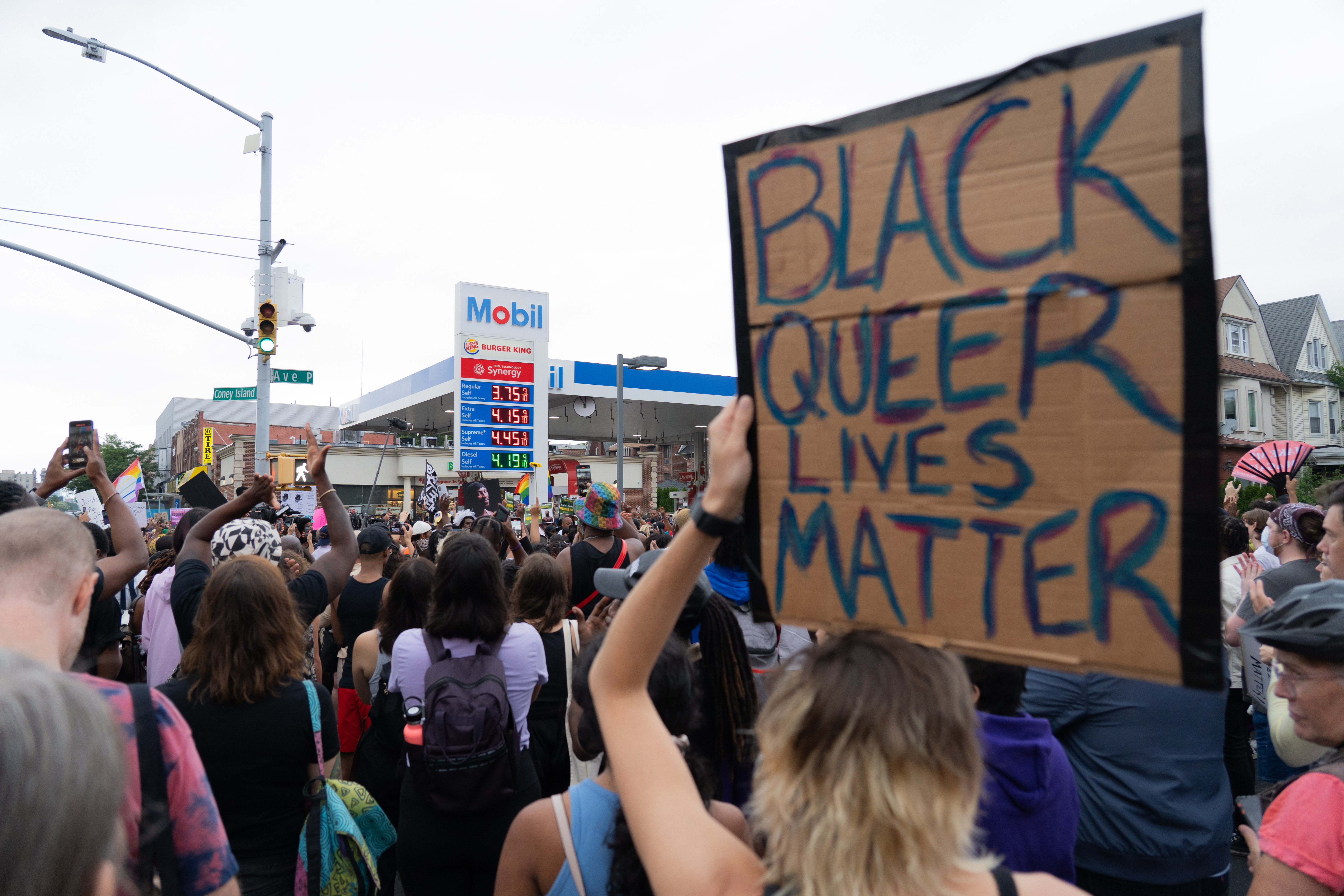
Nhiều người tụ cho tại buổi tưởng niệm O'Shae Sibley tại Midwood, Brooklyn.

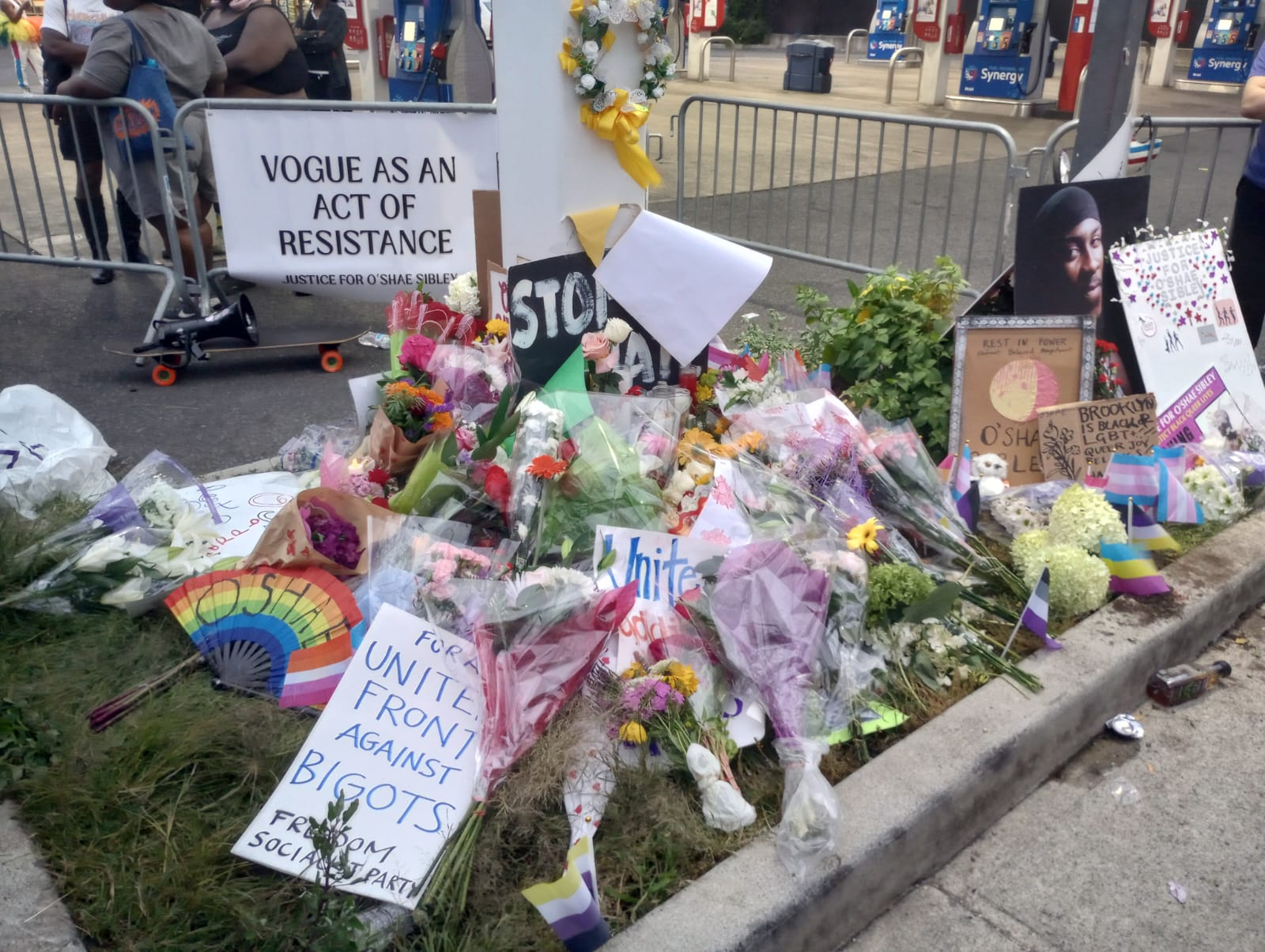
Tưởng niệm O'Shae Sibley

Vụ giết người được Thị trưởng Thành phố New York Eric Adams gọi là tội ác do căm ghét. Sự kiện đã bị các nhà lập pháp và nhà hoạt động LGBTQ lên án, bao gồm cả Thượng nghị sĩ bang New York Brad Hoylman-Sigal, người bày tỏ sự "đau lòng và căm phẫn khi biết về cái chết của O'Shae Sibley" trong một bài tweet. Beyoncé, nghệ sĩ mà Sibley và bạn bè của anh ấy đang chơi nhạc vào thời điểm xảy ra vụ việc, đã bày tỏ thương tiếc đối với Sibley trên trang web của cô ấy, trong đó có cụm từ "hãy yên nghỉ với quyền lực của O'Shae Sibley". Những người bày tỏ thương tiếc cho Sibley còn có Spike Lee, Club Cumming, một quán bar dành cho người đồng tính nam, và các cộng đồng ballroom ở Los Angeles và New York, những người đã tổ chức các cuộc biểu tình và cầu nguyện để tưởng nhớ Sibley. Ngày 3 tháng 8, Sibley được 80 người đưa tang vinh danh tại Stonewall Inn, quán bar được coi là có tính quan trọng đi đầu đối với phong trào đấu tranh cho quyền của người đồng tính. Ngày 4 tháng 8, hàng trăm người đã tập trung tại một buổi cầu nguyện được tổ chức tại hiện trường cái chết của Sibley để thương tiếc, tưởng niệm cuộc đời của anh và biểu tình. Mang tên "Vogue như một hành động phản kháng", cuộc tưởng niệm-biểu tình có sự góp mặt của những cá nhân có ấn tượng trong quá khứ của Sibley.